# Auguste Louis Jean-Baptiste Rivière
Pour les articles homonymes, voir Auguste Rivière.
Auguste Louis Jean-Baptiste Rivière ou de Rivière, né le 2 novembre 1762 à Paris où il est mort le 20 novembre 1833, est un peintre et diplomate français.

## Biographie
Auguste Louis Jean-Baptiste Rivière est le fils de Jean-Baptiste Rivière, conseiller de légation de la Cour de Saxe et de Marie Catherine Antoinette Foulquier.
Il concourt pour le Grand Prix de Rome de peinture et remporte le Second Grand Prix en 1784.
En 1804, il épouse Catherine Antoinette Hebert. Il devient, par le mariage de sa sœur Suzanne, le beau-frère d'Étienne Vigée.
Il obtient le poste de ministre résident de Hesse-Cassel.
Il meurt le 20 novembre 1833 à son domicile de la rue de Clichy à Paris. Il est inhumé le 22 novembre au cimetière du Père-Lachaise.